# Góry Trialeckie

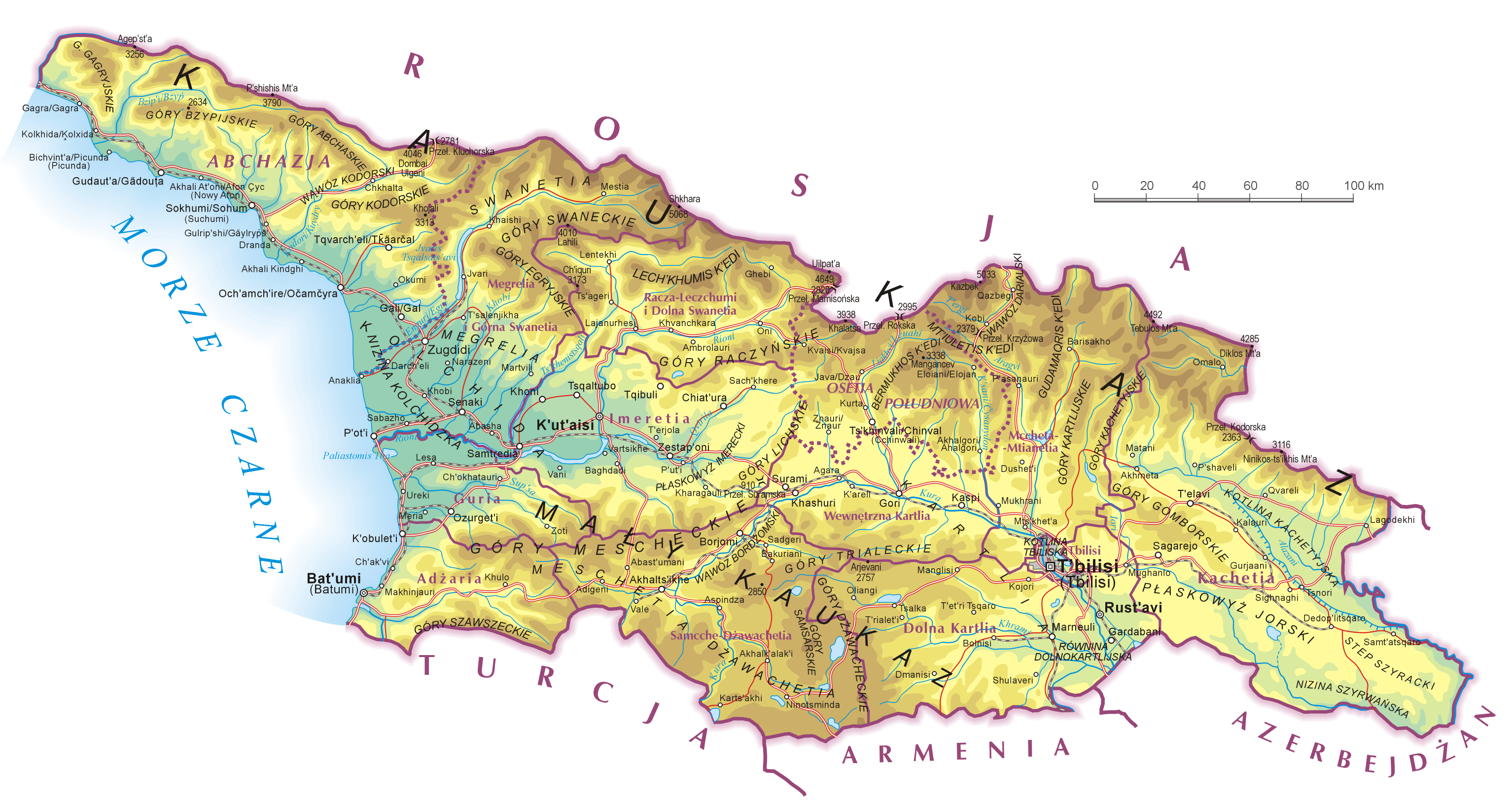
Mapa fizyczna Gruzji, na niej zaznaczone Góry Trialeckie

Góry Trialeckie (gruz თრიალეთის ქედი, Trialetis Kedi) – pasmo górskie w środkowej Gruzji, w masywie Małego Kaukazu, rozgraniczające prowincje Dolna Kartlia i Samcche Dżawachetia na południu i Wewnętrzna Kartlia na północy. Wzdłuż Gór Trialeckich, po ich północnej stronie, płynie główna rzeka Gruzji, Kura. 
Najwyższe szczyty – Szawiklde (gruz. შავიკლდე, dosłownie "Czarne Urwisko", 2850 m n.p.m.) i Ardżewani (2757 m n.p.m.).
Badania archeologiczne dowodzą, że w rejonie Gór Trialeckich osadnictwo ludzkie występowało już we wczesnej epoce brązu (m.in. w okolicach miasta Calka). Zamieszkujący tu ludzie wykształcili własną kulturę, zwaną dziś kulturą Trialeti, której kurhany są obiektem współczesnych poszukiwań naukowych.

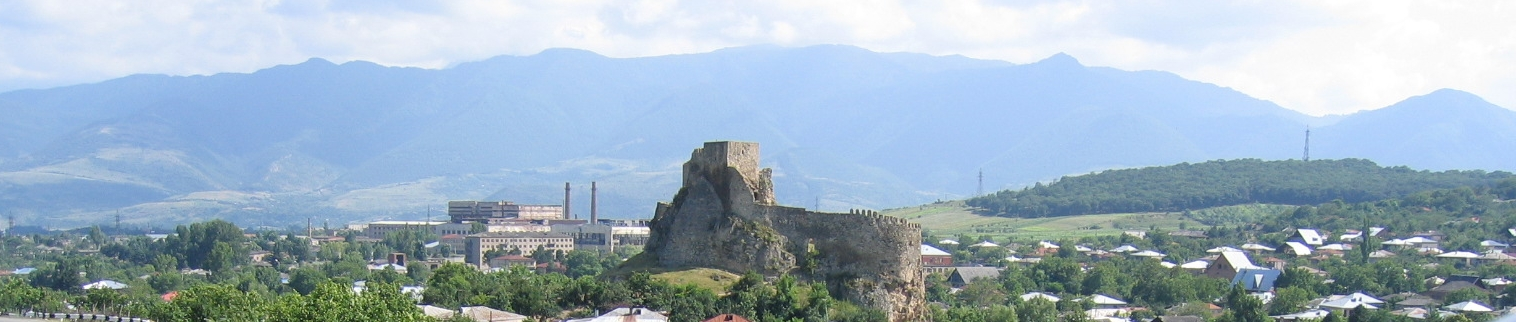
Góry Trialeckie widziane z Surami; na pierwszym planie ruiny fortecy w Surami